# たまには自分を褒めてやろう
「たまには自分を褒めてやろう」（たまにはじぶんをほめてやろう）は、SIONと福山雅治のコラボレーションシングル。2005年6月8日に、BMGJAPAN / RCAから発売された。

## 概要
SIONのデビュー20周年記念としてリリース。
ゲストボーカルという形で福山雅治が参加。
このコラボレーションは、以前からSIONを敬愛する福山の熱いラブコールにより実現。
「たまには自分を褒めてやろう」・「曇り空、ふたりで」共に福山がギターを担当している。
SIONは本作と同日、デビュー20周年記念アルバム『東京ノクターン』を発売。当アルバムに「たまには自分を褒めてやろう」のソロ・アコースティック・バージョンが収録。
通常盤と初回限定盤の2形態で発売。
初回限定盤は「たまには自分を褒めてやろう」のミュージック・ビデオ収録DVD付。

## 収録曲
作詞・作曲：SION　編曲：福山雅治
1. たまには自分を褒めてやろう(4:02)
2. 曇り空、ふたりで(5:01)
  - 福山はアコースティック・ギター演奏のみ。
3. たまには自分を褒めてやろう（カラオケ）(4:02)
4. 曇り空、ふたりで （カラオケ）(4:59)